# Bulgákov (Rusia)
Bulgákov (del ruso: Булгаков) es un selo del raión de Gulkévichi del krai de Krasnodar, en el sur de Rusia. Está situado a orillas del río Zelenchuk Vtoroi, 24 km al suroeste de Gulkévichi y 122 km al este de Krasnodar, la capital del krai.  Tenía 145 habitantes en 2010.
Pertenece al municipio Nikolenskoye.